# Campus Cat

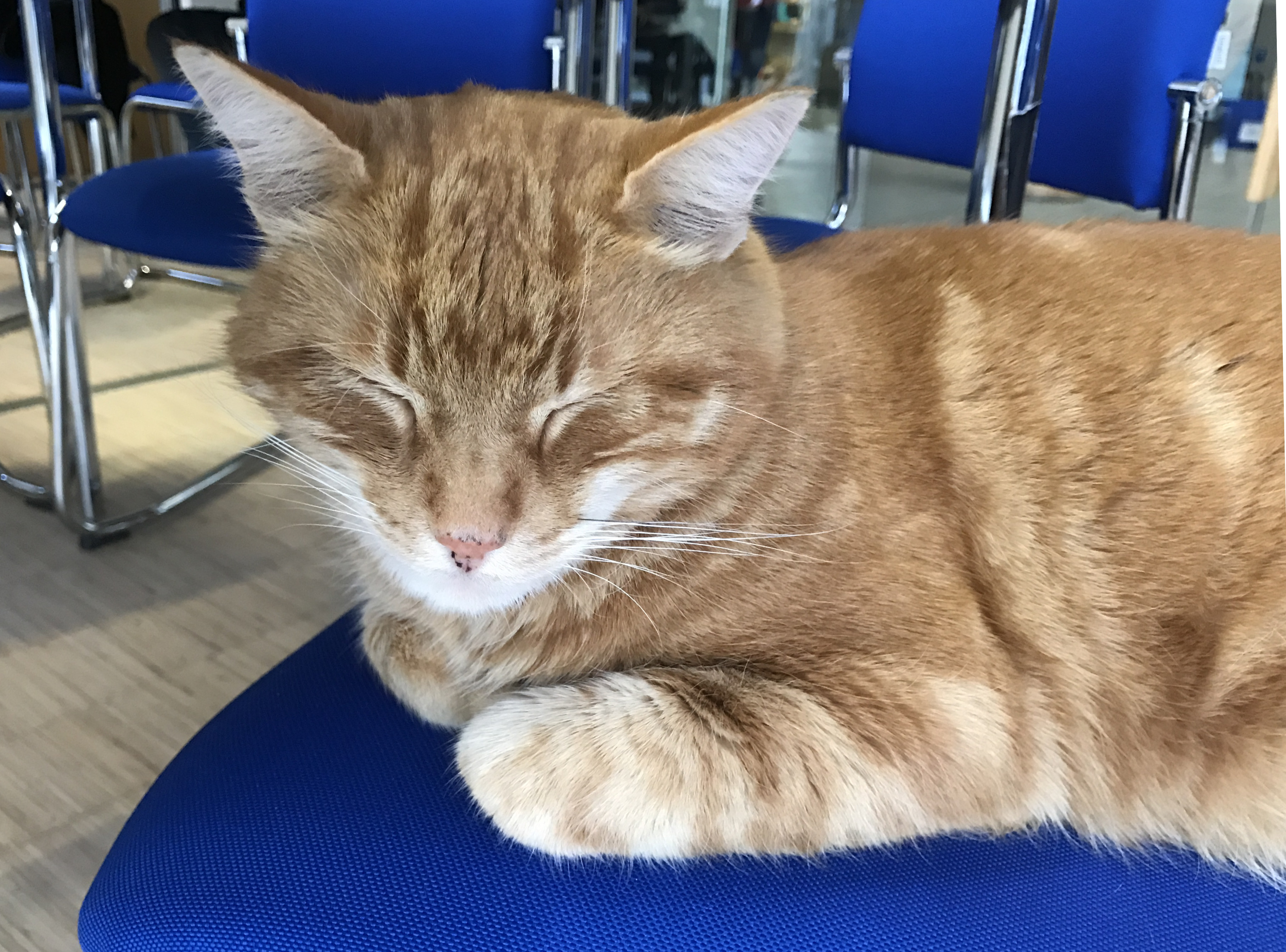
Die Campus Cat schläft in einem Nebenraum der Bibliothek

Campus Cat (geboren 2007; gestorben am 14. September 2023; eigentlich: Leon), auch Campus Cat Augsburg, war eine männliche Hauskatze, die als Campus-Kater der Universität Augsburg in den Medien regional und überregional Beachtung fand.

## Leben
Campus Cat, der einer älteren Dame gehörte, die im Universitätsviertel von Augsburg wohnt und sich um ihn kümmerte, betrachtete das Universitätsgelände seit 2009 als sein Revier und schien in diesem Zusammenhang die Teilbibliothek der Sozialwissenschaften der Universitätsbibliothek Augsburg zu bevorzugen.
Bekanntheit erlangte Leon, als der damalige Student Akilnathan Logeswaran 2012 eine Facebook-Seite über den aus Italien stammenden Kater erstellte, die dann von Studierenden betreut wurde und deutlich erfolgreicher ist als die Facebook-Seite der Universität. Außerdem gibt es einen Instagramkanal, auf dem Studenten Fotos und Videos über Campus Cat veröffentlichen.
Die aus mehreren überregionalen Medienberichten und Fernsehsendungen bekannte Katze ist seit 2016 als Plüschtier erhältlich.
2019 wurde die Beförderung Leons zum offiziellen Dienstkater des Landes Bayern abgelehnt. Es gab jedoch den Vorschlag, ihn im Jahr 2020 zum „Dienstkater ehrenhalber“ zu ernennen. Der Kater hat weder einen offiziellen Titel noch einen Dienstgrad oder etwas Ähnliches erhalten. Eine Sprecherin der Universität sagte 2021: „Wir freuen uns sehr, dass Leon zu uns gehört, und stehen auch eng mit der Besitzerin in Kontakt – aber das ist eine ungebundene, informelle Sache geblieben.“